# Niagara (półwysep)

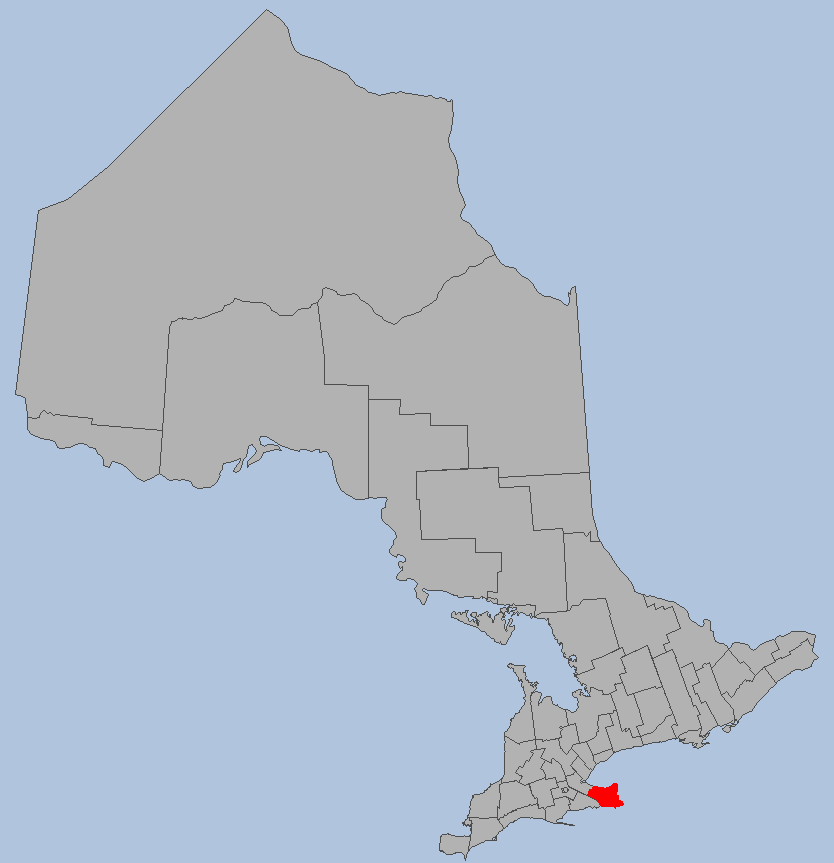
Orientacyjna lokalizacja półwyspu w Ontario.

Półwysep Niagara znajduje się w południowym Ontario w Kanadzie. Od północy graniczy z jeziorem Ontario, a od południa z jeziorem Erie. Na wschodzie, rzeka Niagara tworzy granicę z Stanami Zjednoczonymi.
Większość półwyspu zajmuje administracyjny Region Niagara. Słynny wodospad na rzece Niagara przyciąga na półwysep turystów z całego świata.
Półwysep jest podzielony na dwie części przez Kuestę Niagary, która przebiega w kierunku wschodnio-zachodnim.